# Parafia Trójcy Świętej w Witowie
Parafia Trójcy Świętej w Witowie – parafia rzymskokatolicka, znajdująca się w diecezji kieleckiej, w dekanacie kazimierskim.